# Stator chihuahua
Stator chihuahua là một loài bọ cánh cứng trong họ Bruchidae. Loài này được Johnson & Kingsolver miêu tả khoa học năm 1976.